# Lý Trung (Thủy hử)
Lý Trung (李忠) là một nhân vật trong Thủy Hử của Thi Nại Am. Ông là một trong 108 vị anh hùng Lương Sơn, ngoại hiệu Đả Hổ Tướng. Lý Trung là sư phụ đầu tiên của Sử Tiến.

## Xuất thân
Lý Trung quê ở Hào Châu (Trừ Châu, An Huy) nghề múa gậy bán thuốc. Thủy Hử mô tả ông cao bảy thước, râu dài, tay lớn quen dùng gậy dài. Dáng người to lớn, vạm vỡ.
Một lần Lý Trung bị Tiểu Bá Vương Chu Thông chặn cướp giữa đường, vì thấy võ công của Lý Trung cao cường nên Chu Thông tôn làm chủ sơn trại núi Đào Hoa. Có lần Lý Trung gặp Lỗ Trí Thâm, Lý Trung có ý muốn mời Lỗ Trí Thâm Làm chủ sơn trại nhưng Lỗ Trí Thâm từ chối. Được Lỗ Trí Thâm giới thiệu với Tống Giang, Chu Thông và Lý Trung cùng nhau lên Lương Sơn trong trận đánh Hô Diên Chước. Ông ngồi ghế 86, ứng với sao Địa Tích Tinh, chức vụ Bộ quân tướng hiệu.

## Chinh chiến
Sau này trong trận đánh Phương Lạp, ở ải Dục Linh, Lư Tuấn Nghĩa sai Sử Tiến,Trần Đạt, Dương Xuân, Thạch Tú, Lý Trung, Tiết Vĩnh điểm 5.000 quân tiến đánh Bàng Vạn Xuân. Kết quả, Sử Tiến, Thạch Tú bị Bàng Vạn Xuân bắn chết ngay tức khắc. Lôi Quýnh, Kế Tắc bất thình lình hiện ra trên sườn núi, quân Bàng Vạn Xuân quăn đá, liện gai, bắn tên, đá rơi ngay đầu Lý Trung khiến ông tử trận cùng Trần Đạt, Dương Xuân, Tiết Vĩnh. Chỉ còn hơn trăm lính cùng Lư Tuấn Nghĩa trở về.

## TrongĐãng Khấu Chí
Tại hồi 58, Vân Thiên Bưu cử Lý Thành đến trại Tống Giang kiêu chiến, Tống Công Minh cử Tào Chính và Lý Trung ra đánh, mật kế giả thua để nhử Lý Thành vào trại bắt sống. Nào ngờ cả 2 mê đánh mà quên kế hoạch, Tào Chính bị Lý Thành quật cho một thương trúng yết hầu mà chết lăn dưới ngựa. Lý Trung bị bắt sống.